# Oscar Neher
Oscar Neher (* 17. August 1862 in Neuhausen am Rheinfall; † 15. Juni 1944 Maienfeld) war ein Schweizer Unternehmer.
Oscar Neher war Sohn von Emma Moser und Johann Georg Moser-Neher und ein Enkel von Heinrich Moser und Johann Georg Neher.
Nach dem Erwerb der Matura erhielt Oscar Neher eine Ausbildung zum Landwirt und war anschliessend Gutsverwalter in Ägypten, Schlesien und in der Westschweiz. Nach dem Studium der Chemie an der Universität Halle war er an der Schleifung der Hochofenanlage Plons in Mels bei Sargans beteiligt, die sein Grossvater Johann Georg Neher erstellt hatte und die seit damals im Familienbesitz war.
In Verbindung mit einem Landwirtschaftsbetrieb begründete er die Stärkefabrik Oscar Neher & Co. Nach Angliederung eines elektrochemischen Betriebs produzierte das Unternehmen ab 1904 Bleichmittel für die Seifen- und Textilindustrie.
Um 1900 liess Oscar Neher die Wiederinstandsetzung des Eisenbergwerks am Gonzen überprüfen, 1912 erwarb er wieder eine Abbaukonzession und gründete 1919 die Eisenbergwerk Gonzen AG zusammen mit der Gebr. Sulzer AG und der Georg Fischer AG. Nachdem die Anlagen modernisiert worden waren, konnte der Abbau am Gonzen 1920 wieder aufgenommen werden. Oscar Neher war von 1919 bis 1941 Präsident und Delegierter des Verwaltungsrates dieses Unternehmens.
Seine Schwester Charlotte Neher war ab 1874 mit dem Industriellen Gustave Naville verheiratet.

## Weblink
- Peter Müller: Neher, Oscar. In: Historisches Lexikon der Schweiz.

| Personendaten    | Personendaten          |
| ---------------- | ---------------------- |
| NAME             | Neher, Oscar           |
| KURZBESCHREIBUNG | Schweizer Unternehmer  |
| GEBURTSDATUM     | 17. August 1862        |
| GEBURTSORT       | Neuhausen am Rheinfall |
| STERBEDATUM      | 15. Juni 1944          |
| STERBEORT        | Maienfeld              |